# Bão Chanchu (2006)
Bão Chanchu, được biết đến ở Philippines với tên gọi Bão Caloy, tên hiệu là Bão số 1 năm 2006 tại Việt Nam, là một cơn xoáy thuận nhiệt đới gây tranh cãi được Đài Quan sát Hồng Kông (HKO) đánh giá là mạnh nhất từng ghi nhận trên biển Đông trong tháng 5. Chanchu là cơn bão đầu tiên được đặt tên của mùa bão Tây Bắc Thái Bình Dương 2006 và nó hình thành vào ngày 8 tháng 5 ngoài khơi trên khu vực gần Liên bang Micronesia. Ban đầu cơn bão di chuyển theo hướng Tây, dần mạnh lên thành bão nhiệt đới rồi tiếp đến là bão nhiệt đới dữ dội trước khi vượt Philippines. Vào ngày 13 tháng 5, Chanchu tiến vào biển Đông và được Cơ quan Khí tượng Nhật Bản (JMA) nhận định là một cơn bão cuồng phong. Những điều kiện môi trường thuận lợi đã cho phép cơn bão tăng cường nhanh chóng, đạt đến sức gió duy trì 10 phút tối đa 175 km/giờ (110 dặm/giờ) trong ngày 15. Vào khoảng thời điểm đó, Chanchu đột ngột chuyển hướng lên phía Bắc hướng đến miền Đông Nam Trung Quốc. Tiếp theo cơn bão dần suy yếu và đổ bộ lên địa điểm gần Sán Đầu, Quảng Đông vào ngày 17 với cấp độ bão nhiệt đới dữ dội. Chính phủ Trung Quốc đã xem Chanchu như là cơn bão sớm nhất trong năm đổ bộ vào Quảng Đông từng được ghi nhận. Ngày hôm sau, Chanchu tiến ra biển Hoa Đông, rồi trở thành một xoáy thuận ngoại nhiệt đới trong ngày 19 trước khi tan trên khu vực phía Tây Kyushu (Cửu Châu).
Trong giai đoạn đầu, Chanchu di chuyển qua Philippines khiến điện bị mất và gây ra các trận lở đất tại một số hòn đảo. Bất chấp cảnh báo chung về tàu thuyền di chuyển ngoài biển, một chiếc phà đã khởi hành từ Masbate và bị lật làm 28 người thiệt mạng. Tính trên toàn Philippines đã có 41 người chết và tổn thất đạt 117,57 triệu PHP (₱) (tương ứng 2,15 triệu USD). Khi ở trên biển Đông, Chanchu đã khiến rất nhiều ngư dân Việt Nam bất ngờ và mất cảnh giác, hậu quả là 17 tàu thuyền đã bị đắm và một vài chiếc khác bị hư hại. Các tàu của Trung Quốc đã hỗ trợ thực hiện một cuộc tìm kiếm cứu nạn; kết quả cứu được 330 ngư dân từ 22 tàu; tuy nhiên 21 thi thể cũng đã được tìm thấy cùng với đó là 220 người mất tích và được xem như đã chết. Tại miền Nam Trung Quốc, lũ lụt và gió mạnh từ Chanchu đã làm ngập lụt khoảng 14.000 ngôi nhà và gây tổn thất đến hơn 190.000 hecta hoa màu. Sán Đầu là nơi hứng chịu thiệt hại nặng nhất khi cơn bão di chuyển vào đất liền, với nước lũ làm ngập các tuyến đường và tràn vào hàng trăm nhà dân. Tổng thiệt hại tại Trung Quốc là 7 tỉ yuan (RMB, 872 triệu USD), kèm theo 23 trường hợp thiệt mạng. Tại Đài Loan, những trận mưa đã khiến hai người chết và tổn thất mùa màng ước đạt 158,88 triệu NT (Tân Đài tệ, 5 triệu USD). Tiếp đó những cơn sóng lớn đã làm một người thiệt mạng ở Okinawa và làm 5 người khác mất tích, trong khi vùng mưa của cơn bão tiếp tục mở rộng đến Hàn Quốc.

## Lịch sử khí tượng
Một vùng mây đối lưu, hay những đám mây dông, đã hiện hữu trong ngày 5 tháng 5 trên khu vực cách Yap thuộc Liên bang Micronesia (FSM) về phía Đông Nam. Ban đầu hệ thống duy trì bất tổ chức khi di chuyển theo hướng Tây, dù vậy đến ngày mùng 7 đã có thể quan sát thấy một hoàn lưu rõ ràng hơn, dấu hiệu cho thấy cấu trúc đang dần tổ chức. Tại thời điểm 06:00 UTC ngày 8 tháng 5, Cơ quan Khí tượng Nhật Bản (JMA) công bố rằng một áp thấp nhiệt đới đã hình thành tại địa điểm cách Palau khoảng 175 km (110 dặm) về phía Đông Bắc. Năm tiếng sau, Trung tâm Cảnh báo Bão Liên hợp (JTWC) ban hành một Cảnh báo về sự hình thành xoáy thuận nhiệt đới, và đến thời điểm 18:00 UTC cơ quan này đã phân loại hệ thống là áp thấp nhiệt đới 02W. Tiếp theo áp thấp nhiệt đới di chuyển theo hướng Tây - Tây Nam do chịu ảnh hưởng từ áp cao cận nhiệt đới ở phía Bắc. Vào sáng sớm ngày 9 tháng 5, JTWC nâng cấp hệ thống lên thành bão nhiệt đới, và tại thời điểm 12:00 UTC cùng ngày JMA cũng nâng cấp áp thấp nhiệt đới lên thành bão nhiệt đới Chanchu. Cũng trong ngày hôm đó, Cục quản lý Thiên văn, Địa vật lý và Khí quyển Philippines (PAGASA) đã bắt đầu đưa ra những cảnh báo về cơn bão nhiệt đới có tên địa phương là Caloy.
Ở giai đoạn phát triển ban đầu, Chanchu nằm trong một môi trường nhìn chung là thuận lợi. Cơn bão tiếp đó đổi hướng Tây - Tây Bắc do một vùng áp cao hình thành ở phía Nam. Vào cuối ngày 10 tháng 5, JTWC nâng cấp Chanchu lên thành bão cuồng phong với sức gió duy trì một phút ước đạt 140 km/giờ (85 dặm/giờ). Trái ngược với JTWC, JMA ước tinh cường độ của cơn bão chỉ tăng lên đến ngưỡng bão nhiệt đới dữ dội với sức gió duy trì 10 phút 95 km/giờ (60 dặm/giờ). Chanchu đã chuyển dần sang hướng Tây trước khi đổ bộ lên Samar thuộc miền Đông Philippines vào ngày 11. Bất chấp việc di chuyển trên quần đảo, Chanchu đã mạnh thêm một chút trên biển Sibuyan và cơn bão tấn công Mindoro trong ngày 12 với sức gió duy trì một phút 160 km/giờ (100 dặm/giờ) theo JTWC. Vào ngày 13 tháng 5, Chanchu tiến vào biển Đông, và sau đó trong cùng ngày JMA đã nâng cấp nó lên thành bão cuồng phong.
Khi tiến vào biển Đông, Chanchu gặp được một môi trường thuận lợi với nhiệt độ nước biển trên bề mặt ấm và độ đứt gió thấp. Sau khi được cung cấp kênh dòng thổi ra thuận lợi ở phía Nam và Đông nhờ một vùng thấp lõi lạnh ở phía Đông, Chanchu tăng cường mãnh liệt trong ngày 14. Tại thời điểm cơn bão hoạt động, JTWC đã nâng cấp Chanchu lên thành một siêu bão với vận tốc gió duy trì một phút tối đa 250 km/giờ (155 dặm/giờ), dù vậy sau này giá trị sức gió đã được hạ xuống còn 230 km/giờ (145 dặm/giờ). Trong khi đó JMA ước tính sức gió duy trì 10 phút cao nhất đạt 175 km/giờ (110 dặm/giờ) tại thời điểm 00:00 UTC ngày 15. Đài Quan sát Hồng Kông thì nhận định sức gió duy trì 10 phút của cơn bão là 185 km/giờ (115 dặm/giờ), khiến Chanchu trở thành cơn bão mạnh nhất từng được ghi nhận trên biển Đông trong tháng 5.
Vào thời điểm Chanchu đạt cường độ tối đa, một rãnh thấp di chuyển về phía Đông trên đất liền Trung Quốc đã phá vỡ áp cao ở phía Bắc cơn bão, khiến nó chuyển hướng sắc nét lên phía Bắc và đi vào khu vực có môi trường ít thuận lợi hơn. Với dòng thổi ra suy giảm và độ đứt gió cao hơn, Chanchu bắt đầu suy yếu chậm. Ban đầu mắt của cơn bão vẫn duy trì kích cỡ nhỏ, nhưng vào ngày 16 khi đối lưu ở phía Bắc suy giảm thành mắt bão phía ngoài Chanchu trở nên suy thoái. Rãnh thấp mà trước đó làm suy yếu áp cao giờ dẫn Chanchu di chuyển theo hướng Bắc - Đông Bắc và buộc cơn bão thực hiện một sự chuyển đổi sang một hệ thống ngoại nhiệt đới. Cuối ngày 17 tháng 5, JMA giáng cấp Chanchu xuống còn bão nhiệt đới dữ dội. Vào khoảng thời gian đó cơn bão đã đổ bộ lên địa điểm gần Sán Đầu, Quảng Đông thuộc vùng Đông Nam Trung Quốc, cách Hồng Kông khoảng 315 km (195 dặm) về phía Đông. JTWC ước tính sức gió của cơn bão lúc đổ bộ là 130 km/giờ (85 dặm/giờ), còn JMA nhận định sức gió khi đó đạt 110 km/giờ (70 dặm/giờ). Sang sáng sớm ngày 18, JTWC ngừng đưa ra những thông báo về cơn bão, dù vậy JMA vẫn tiếp tục theo dõi Chanchu trên đất liền Trung Quốc. Sau đó trong cùng ngày Chanchu tiến ra biển Hoa Đông, chuyển đổi hoàn toàn thành xoáy thuận ngoại nhiệt đới vào lúc 00:00 UTC ngày 19. Những tàn dư của cơn bão tiếp tục di chuyển hướng đến Nhật Bản trước khi tan tại thời điểm 18:00 UTC cùng ngày ở ngoài khơi phía Tây Kyushu thuộc miền Nam Nhật Bản.

## Dự phòng
Có một thời điểm, Chanchu đã được dự báo sẽ trở thành siêu bão cấp 5 và gây ra lở đất tại khu vực gần Hồng Kông. Phản ứng trước mối đe dọa này, các quan chức của đài thiên văn Hồng Kông, cũng như tại Ma Cao, đã phát đi tín hiệu dự phòng để thông báo cho công chúng về cơn bão đang tới gần.
Trung Quốc cũng đề cập tới khả năng Quảng Đông sẽ chịu ảnh hưởng của cơn bão từ rất sớm vào ngày 11 tháng 5.. Khi Chanchu bắt đầu di chuyển theo hướng bắc, cảnh báo về cơn bão to đã được đưa ra vào ngày 15 tháng 5 . Đây là cảnh báo bão to đầu tiên kể từ khi có sự đưa vào thang sức gió Beaufort mở rộng và phân loại bão mới cho quốc gia này trong cùng ngày . Nó đã được nâng cấp lên thành cảnh báo khẩn cấp vào ngày 16 tháng 5 . Nó cũng là cảnh báo lốc xoáy nhiệt đới đầu tiên trong năm. Khi Chanchu gây ra lở đất tại Quảng Đông vào sáng sớm ngày 18 tháng 5 và suy yếu đi, cảnh báo khẩn cấp đã được hạ xuống thành dông bão nhiệt đới mạnh  và sau đó đã được dừng lại .
Cục thời tiết trung ương của Đài Loan cũng đưa ra cảnh báo bão đối với eo biển Bashi và eo biển Đài Loan vào ngày 15 tháng 5. Cảnh báo này đã được mở rộng cho cả Kim Môn, Bành Hồ và vùng biển bắc Đài Loan vào sớm ngày 16 tháng 5.
620.000 dân xung quanh miền đông nam Trung Quốc đã phải sơ tán vào ngày 17 tháng 5.

## Ảnh hưởng

### Philipines
Chanchu làm chết 41 người tại Philipin và 98,6 triệu peso (1,9 triệu USD) tổn thất, chủ yếu là cho nông nghiệp . Trong số đó, 21 người đã chết là từ chiếc tàu Mae An bị lật úp, ngoài khơi đảo Masbate ngày 12 tháng 5. Rất may là 18 người khác đã được cứu sống . Tại khu vực Bicol, 300 gia đình bị mất nhà cửa do ngập lụt và gió mạnh . Tại 6 làng trong khu vực Sogod, Nam Leyte, 1.000 người đã bị cô lập do các vụ lở đất nhỏ . Không có thương vong nào được thông báo. Nước sông dâng cao đã phá hỏng con đê vào sớm ngày hôm sau và làm ngập 4 làng đến thắt lưng tại đảo Mindoro, trong khi một chiếc phà với trên 713 người trên boong đã bị mắc cạn . Tổng cộng, trên 600 ngôi nhà đã bị phá hủy hoàn toàn và trên 3.500 ngôi nhà khác bị phá hủy một phần.

### Việt Nam
Mặc dù Chanchu không ảnh hưởng tới vùng ven biển Việt Nam, nhưng nó đã làm chết 28 ngư dân Việt Nam đang làm việc trong khu vực biển Đông. Vào thời điểm bão vào có 45 tàu với hơn 750 ngư dân của Việt Nam đang hoạt động tại vùng nơi cơn bão đi qua. Hơn 600 ngư dân đã sống sót trở về, trong đó có nhiều người được lực lượng cứu hộ Trung Quốc cứu sống (Trung Quốc nói trong chiến dịch cứu hộ lớn nhất của họ trên Biển Đông, con số đó là 330. Tuy nhiên con số này bao gồm cả các ngư dân Việt Nam trú bão ở Trung Quốc và quay lại tìm kiếm đồng bào bị mất tích trước khi gặp tàu cứu hộ Trung Quốc). Chủ tịch Việt Nam, ông Trần Đức Lương đã gửi lời cảm ơn chính quyền Trung Quốc vào ngày 22 tháng 5. Tại tỉnh Phú Yên, 3 học sinh cũng đã mất tích, được thông báo là bị cuốn đi xa trong khi đang tắm biển.
Tính đến ngày 28 tháng 5 năm 2006, hàng chục tàu đánh cá của Việt Nam bị ảnh hưởng mạnh bởi bão Chanchu. Trong đó 14 tàu chìm và 4 tàu khác mất tích với tổng số 322 ngư dân. Đến nay số mất tích là gần 250 người. Một số ý kiến cho rằng thảm họa này xảy ra do công tác dự báo khí tượng thủy văn của Việt Nam không tốt. Các dự báo này đã có sự sai lệch so với dự báo của đài khí tượng khu vực của Philippines, Hồng Kông, Nhật Bản, Hawaii, Hải quân Mỹ v.v. Tuy nhiên, ý kiến này đã bị người đứng đầu Trung tâm dự báo khí tượng thủy văn Trung ương Việt Nam bác bỏ. Mặc dù phủ nhận khả năng dự báo sai, chỉ vài ngày sau ông ta đã bị "thay" chức.

### Trung Quốc
Chanchu làm chết ít nhất 25 người tại Trung Quốc . Tại Sán Đầu, đã có các vụ lở đất và sập nhà cửa, làm chết 3 người. 192 ngôi nhà bị ngập lụt và nước ngập sâu tới 1,6 m . Một công viên đã bị tổn hại nghiêm trọng và phải đóng cửa để sửa chữa . Tổn thất kinh tế ước đạt khoảng 2,6 tỷ nhân dân tệ . Tại tỉnh Phúc Kiến, 15 người đã chết do lở đất và 4 người mất tích . Tổn thất tại Phúc Kiến ước đạt 480 triệu USD (2006 USD). Tại Thượng Hải, vận tốc tối đa tại cầu Đông Hải đã phải giảm một nửa do gió mạnh 

#### Hồng Kông
Tại Hồng Kông, tổn thất là không đáng kể. Mực nước dâng lên tới 2,8 m (tren biểu đồ dữ liệu) do sóng đánh và ngập lụt nhỏ xảy ra tại Thượng Hoàn . Một số chuyến bay đã phải hủy bỏ và một số tuyến phà phải tạm ngừng . Do điều kiện biển xấu, các chuyến tàu khách với trên 1.000 hành khách đã phải lùi hành trình trở về của chúng từ Cao Hùng tới Hồng Kông .

### Đài Loan
Đài Loan cũng có hai người chết là hai chị em bị lũ đột ngột cuốn đi ở gần cầu Sandimen tại huyện miền nam Bình Đông ngày 17 tháng 5 . Đảo này cũng gánh chịu những trận mưa núi to và gió giật đáng kể tại nhiều huyện thị miền tây. Tàu chở dầu Lucky Star mang quốc tịch Bolivia đã mắc cạn do sóng to ở bờ biển thành phố Cao Hùng .

### Nhật Bản
Sóng to tại miền nam Nhật Bản đã cuốn trôi ba học sinh 17 tuổi đang bơi tại vùng biển thuộc đảo Hateruma, làm một người chết và một người mất tích. Người còn lại được cứu sống .